# Сланчик
Сланчик (слч. Slančík) насељено је мјесто са административним статусом сеоске општине (слч. obec) у округу Кошице-околина, у Кошичком крају, Словачка Република.

## Становништво
| Година:    | 1994. | 2004.   | 2014.   | 2024.   |
| ---------- | ----- | ------- | ------- | ------- |
| Број људи: | 238   | 222     | 212     | 217     |
| Разлика:   |       | -6,72 % | -4,50 % | +2,35 % |

| Година:    | 2023. | 2024.   |
| ---------- | ----- | ------- |
| Број људи: | 215   | 217     |
| Разлика:   |       | +0,93 % |

Према подацима о броју становника из 2011. године насеље је имало 216 становника.